# Mambo's, Vol.8
Mambo's, Vol.8 è un album raccolta di Tito Puente, pubblicato dalla Tico Records nel 1954. L'album raccoglie brani usciti in precedenza solo su 78 giri.

## Tracce
Lato A
1. Ran Kan Kan – 3:07 (Tito Puente)
2. Autumn in Rome – 2:27 (Sammy Cahn, Paul Weston)
3. Mambo with Me – 2:54 (Edgar Sampson, Grace Sampson)
4. Happy Heart – 2:51 (René Touzet)

Lato B
1. Mambo Tipico – 2:55 (Tito Puente, Gilberto Valdes)
2. Mambo Lenko – 2:52 (Tito Puente)
3. Mambo Rumbon – 2:45 (Tito Puente)
4. Co Co My My – 2:43 (Brano tradizionale)

## Musicisti
- Tito Puente - timbales, percussioni
- altri musicisti non accreditati ma presenti (probabilmente) tra gli altri, Mongo Santamaría e Willie Bobo